# Deság
Deság vagy Desághátja (románul Deșag) aprócska település Romániában, Hargita megyében.
1992-ben mindössze 45 lakója volt, akik származásukat tekintve mind magyarok, vallásuk szerint a római katolikus felekezethez tartoznak.
A falucska 1920. június 4-ig Zetelaka részeként a Magyar Királyságon belül Udvarhely vármegye Székelyudvarhelyi járásához tartozott.